# Henryk Dampc
Henryk Dampc (ur. 12 kwietnia 1935 w Wejherowie, zm. 24 marca 2000 w Gdyni) – polski bokser, wicemistrz Europy, olimpijczyk.

## Życiorys
Największy sukces odniósł w mistrzostwach Europy. Podczas Mistrzostw w Lucernie 1959 zdobył srebrny medal w wadze lekkośredniej, przegrywając w kontrowersyjny sposób z Nino Benvenutim (Włochy). Podobno Benvenuti wystąpił na późniejszych o rok igrzyskach olimpijskich w Rzymie (gdzie zdobył złoty medal) w wadze półśredniej, aby uniknąć konfrontacji z Dampcem. Dampc na tych igrzyskach odpadł w ćwierćfinale wagi lekkośredniej. Po raz drugi wystąpił na Mistrzostwach Europy w Moskwie 1963 w wadze średniej, ale przegrał pierwszą walkę.
Dampc był mistrzem Polski w wadze lekkośredniej w 1958 i wicemistrzem w 1959 (waga lekkośrednia) i 1962 w wadze średniej. Początkowo był zawodnikiem Gryfa Wejherowo, jednakże walczył niemal całą karierę w Wybrzeżu Gdańsk. Po jej zakończeniu był marynarzem.
Jego starszy brat Edmund był także znanym pięściarzem.